# Skillerälven

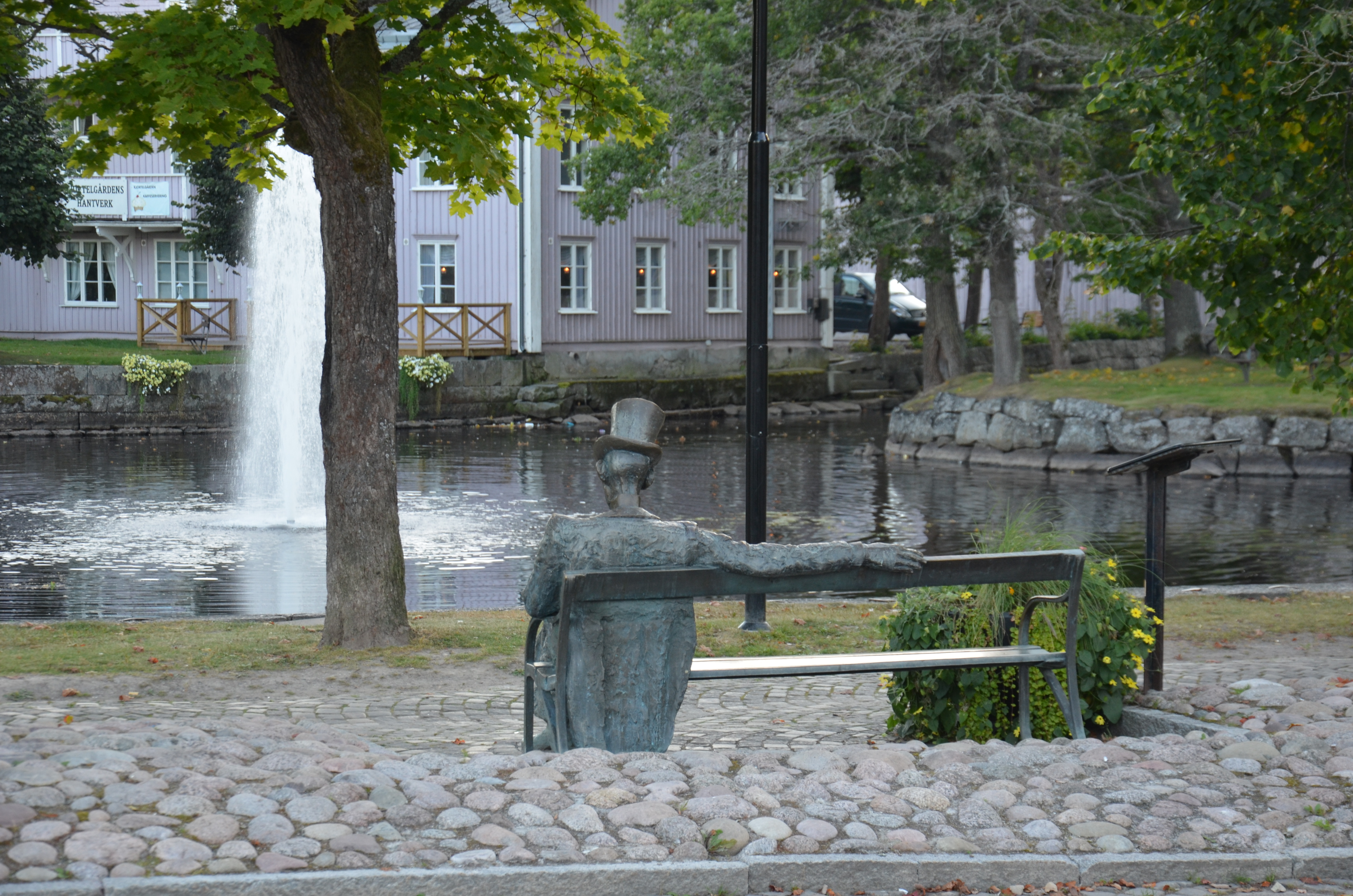
Stora Torget i Filipstad med staty över Nils Ferlin, vid Skillerälven.

Skillerälven från Lersjön rinner genom Filipstad och mynnar ut i Daglösen. Skillerälven kallades också Kloakälven på 1950- och 1960-talet. Detta berodde på att orenat avlopp släpptes ut i älven, vilket det fanns synliga bevis på. Idag kallas den "Sketälva'" i folkmun.